# 점촌중앙초등학교
점촌중앙초등학교는 대한민국 경상북도 문경시에 있는 공립 초등학교이다.

## 학교 연혁
- 1964.07.27 점촌중앙국민학교 설립인가
- 1965.03.25 점촌중앙국민학교로 개교(8학급 편성, 586명)
- 1970.02.14 제1회 졸업(239명)
- 1984.03.01 36학급(전교생 1,966명) 편성
- 1992.03.10 병설유치원 개원(1학급)
- 1996.03.01 점촌중앙초등학교로 교명 변경
- 2006.03.01 경상북도교육청 지정 방과후 교실 시범학교 운영
- 2009.03.01 방과후학교 시범학교 운영(2년간)
- 2015.02.17 초등 제46회 20명 졸업(총 9068명), 유치원 제23회 졸업 및 수료 19명 (총 517명)
- 2015.03.01 초등 7학급(126명) 편성, 병설유치원 1학급(18명) 편성

## 참고 자료
- 점촌중앙초등학교 - 한국교육학술정보원 학교알리미